# Mpande
Mpande kaSenzangakhona (Babanango (huidige KwaZoeloe-Natal), 1798 - 1872), ook gespeld als Panda, was van 1840 tot zijn dood in 1872 koning van de Zoeloes.

## Biografie
Mpande was een zoon van het clanhoofd Senzangakhona kaJama en halfbroer van Siguyana, Shaka en Dingane. De laatste liet bij zijn machtsovername in 1828 alle concurrenten om de Zoeloetroon, waaronder ook zijn halfbroers, vermoorden. Dinganes raadsman Ndlela kaSompisi, die de moordopdracht moest uitvoeren aarzelde echter bij Mpande, omdat hij als enige lid van de koninklijke familie kinderen had. Voor Ndlela kaSompisi was de voortzetting van de koninklijke dynastie gebaseerd op bloedverwantschap belangrijk voor de stabiliteit in het Zoeloerijk, waaraan Mpande zijn leven dankte.

### Mpande en de Voortrekkers
In tegenstelling tot zijn krijgshaftige halfbroers Shaka en Dingane was Mpande een timide persoon, die zich liever met vrouwen omringde dan met krijgers. Vervreemd door Dingane schaarden veel Zoeloes zich achter Mpande, die met zijn volgelingen over de Tugelarivier vluchtte. Nadat Dingane een slachting onder de vluchtelingen liet aanrichten riep Mpande de hulp van de Voortrekkers in, die in de vijand van een vijand een vriend zagen.
In 1840 ondersteunden de Voortrekkers onder Andries Pretorius, die Dingane in 1838 bij de Slag bij Bloedrivier vernietigend verslagen hadden, een opstand van Mpande tegen zijn halfbroer. Met de hulp van 400 Voortrekkers en hun betere wapens lukte de revolte. Dingane werd met de hulp van de Swazi in de Lebombobergen gegrepen en door de Nyawo vermoord. Pretorius kroonde Mpande zelf tot koning der Zoeloes en sindsdien leefden de Boeren en Zoeloes vreedzaam naast elkaar.
Mpande regeerde 32 jaar, wat hem tot de langstregerende Zoeloeheerser maakte. Alle volgende Zoeloekoningen stammen direct van hem af.
Mnguni · Nkosinkulu · Mdlani · Luzumana · Malandela · Ntombela · Zulu · Gumede · Phunga · Mageba · Ndaba · Jama · Senzangakhona · Shaka · Dingane · Mpande · Cetshwayo · Dinuzulu · Solomon · Cyprian · Goodwill · Misuzulu